# گولدینگ (فلوریدا)
گولدینگ (به انگلیسی: Goulding) یک منطقهٔ مسکونی در ایالات متحده آمریکا است که در شهرستان اسکامبیا، فلوریدا واقع شده‌است. گولدینگ ۳٫۱ کیلومتر مربع مساحت و ۴٬۱۰۲ نفر جمعیت دارد و ۲۵ متر بالاتر از سطح دریا واقع شده‌است.